# 自我复制航天器
自我复制航天器的概念最早由数学家约翰·冯诺伊曼提出，并被未来学家们所描绘，这一概念也广泛出现在许多硬科幻小说和故事中。自我复制探测器有时被称为冯·诺依曼探测器。自我复制航天器在某些方面可能会模仿或呈现出类似于生物或病毒的特征。

## 理论
冯·诺依曼认为，执行大规模采矿任务（例如开采整个月球或小行星帶）的最有效方法是利用自我复制航天器，充分发挥其指數增長的优势。理论上，自我复制航天器可以被送往邻近的行星系统，在那里它将寻找原材料（从小行星、卫星、氣態巨行星中提取）来制造自身的复制品。这些复制品随后会被发送到其他行星系统。而原始的“母舰”探测器则可以继续执行其在恒星系统中的主要任务。这个任务的具体内容会根据所提议的自我复制星际飞船的不同变种而有所不同。
根据这一模式，以及其与细菌繁殖模式的相似性，有人指出，冯·诺依曼机器或许可以被视为一种生命形式。在大衛·布林的短篇小说《肺鱼》中（参见《科幻中的自我复制机》），他触及了这一观点，指出不同物种发射的自我复制机器可能会在资源上相互竞争（以達爾文主義的方式），甚至可能有冲突的任务。考虑到“物种”的多样性，它们可能会形成一种生态系统，或者如果它们具备某种人工智能形式，它们甚至可能会形成一个社会。它们甚至可能在数千代中发生突变。
1980年，罗伯特·弗雷塔斯（Robert Freitas）发表了第一篇关于自我复制航天器的定量工程分析。他将原本非自我复制的代達羅斯計劃设计进行了修改，加入了所有自我复制所需的子系统。该设计的策略是，利用探测器将一个质量约为443吨的“种子”工厂送到一个遥远的地点，让种子工厂在那里制造出多个复制品，从而在500年内增加其总制造能力，然后利用由此建立的自动化工业综合体来建造更多的探测器，每个探测器上都装有一个种子工厂。
有理论认为，如果自我复制的星际飞船采用相对常规的星际旅行理论方法（即不使用特殊的超光速推进技术，速度限制在“平均巡航速度”0.1 c.以内），它们可能在50万年内就能遍布整个银河系。

## 关于费米悖论的争论
1981年，法蘭克·迪普勒提出了一个论点，认为外星生命并不存在，理由是冯·诺依曼探测器尚未被观察到。考虑到自我复制的速度和银河系的历史，这些探测器应该已经在太空中普遍存在，因此我们早就应该遇到它们了。由于我们尚未遇到它们，这表明外星智慧生命并不存在。这也成为了解释费米悖论的一种方式——即，如果外星智慧生命在宇宙中普遍存在，为什么我们至今没有遇到它们？
卡尔·萨根和威廉·纽曼（William Newman）对此提出了反驳。这一反应现在被称为“萨根反应”。他们指出，实际上蒂普勒低估了复制的速度，冯·诺依曼探测器应该早已开始消耗银河系中的大部分质量。因此，萨根和纽曼推测，任何智慧种族都不会设计冯·诺依曼探测器，而会尽量摧毁任何被发现的冯·诺依曼探测器。正如罗伯特·弗雷塔斯指出的那样，辩论双方所描述的冯·诺依曼探测器的假定能力在现实中不太可能实现，更为温和的自我复制系统不太可能在我们太阳系或整个银河系中产生显著的观察效果。
另一个对冯·诺依曼探测器普遍存在的反对意见是，那些能够制造此类装置的文明在能够生产这些机器之前，可能会有很高的自我毁灭几率。可能的原因包括生物戰或核战争、纳米恐怖主义、资源枯竭、生態災難或大规模瘟疫等。这种对冯·诺依曼探测器创造的障碍是大过滤器理论的一个潜在候选解释。
为了避免过度复制的情形，简单的解决方法是存在的。探测器可以使用无线电发射器或其他无线通讯手段，编程设置为在某个密度（如每立方秒差距5个探测器）或任意限制（如每百年千万个探测器）内不进行复制，这类似于细胞繁殖中的海弗利克极限。但是，这种防止失控复制的防御措施也有一个问题，那就是只需要一个探测器发生故障并开始无限复制，整个策略就会失败——这本质上就是技术性癌症——除非每个探测器也具备检测相邻探测器故障的能力，并实施“寻找并摧毁”协议（而这可能会导致探测器间的太空战争，尤其是当故障探测器在发现之前成功繁殖到很高的数量时，良性探测器可能会根据编程复制出相应数量，以应对这种“侵扰”）。另一个解决办法是基于长期星际旅行中航天器的加热需求。使用铀作为热源将限制自我复制能力。即使航天器找到了所需的原材料，也没有编程去制造更多的铀。还有一种方法是编程让航天器清楚认识到失控复制的危险。

## 自复制航天器的应用
自我复制星际飞船的任务细节在不同的提案中可能会有很大差异，唯一的共同特征是它们具备自我复制的能力。

### 冯·诺依曼探测器
冯·诺依曼探测器是一种能够自我复制的航天器。这一概念结合了两个思想：冯·诺依曼通用构造器（自我复制机器）和探测器（用于探索或检查某物的仪器）。这一概念以匈牙利裔美国数学家和物理学家约翰·冯诺伊曼命名，他深入研究了自我复制机器的概念，这些机器他称之为“通用组装器”，通常也被称为“冯·诺依曼机器”。这种构造体理论上可以包含五个基本组件（这种模板的变种可以创造出其他机器，如Bracewell 探测器）：
- 探测器：包含实际的探测仪器和用于引导构造体的目标导向人工智能。
- 生命支持系统：用于修复和维持构造体的机制。
- 工厂：用于收集资源并复制自身的机制。
- 存储器：存储所有组件的程序和探测器收集到的信息。
- 引擎：驱动探测器移动的马达。[來源請求]

安德烈亚斯·M·海因和科幻作家斯蒂芬·巴科斯特提出了不同类型的冯·诺依曼探测器，称之为“哲学家”和“创始人”，前者的目的是探索，后者则是为未来的定居做准备。
一个近期的自我复制探测器概念已由星際研究倡議協會提出，基于当前和近期的技术，该探测器实现了大约70%的自我复制。
如果自我复制探测器发现原始生命（或原始、低级文化）的迹象，它可能会被编程为保持休眠，默默观察，尝试接触（这一变体称为Bracewell探测器），或者甚至以某种方式干预或引导生命的进化。
阿德莱德大学的物理学家保罗·戴维斯曾“提出一个可能性”，即探测器曾在地球古代的史前时期到达并停留在月球上，作为观察地球的观测站，这一概念根据加來道雄的说法，斯坦利·库布里克在他的电影《2001太空漫遊》中也采用了这一设想（尽管导演最终将相关的巨大石碑场景剪掉了）。库布里克的作品基于阿瑟·C·克拉克的故事《哨兵》，该故事经过库布里克和克拉克的扩展，成为电影的小说基础。因此，戴维斯的月球探测器/观察站概念也被认为是对克拉克设想的致敬。
另一个关于星际冯·诺依曼探测器的变种设想是弗里曼·戴森提出的“星雞”。它与常见的自我复制、探索和与“家园基地”的通信特征相同，但戴森设想的天体鸡是用来在我们自己的行星系统内探索和运作，而不是探索星际空间。
安德斯·桑德伯格（Anders Sandberg）和斯图尔特·阿姆斯特朗认为，通过自我复制探测器发起对整个可达宇宙的殖民活动完全在跨星文明的能力范围之内，并提出了一个理论方法，预计32年内通过开采水星的资源并围绕太阳建造戴森球来实现这一目标。

### 狂暴者
自我复制星际飞船的一个变种是“狂暴者”。与温和的探测器概念不同，狂暴者被编程为每当遇到生命体或有生命的系外行星时，便会寻求并消灭它们。
这一名称来源于弗雷德·萨贝尔哈根（Fred Saberhagen）的《狂暴者》系列小说，描述了人类与这些机器之间的战争。萨贝尔哈根通过其中一个角色指出，小说中的狂暴者战舰本身并不是冯·诺依曼机器，但更大的狂暴者机器复合体——包括自动化船厂——确实构成了冯·诺依曼机器。这再次引出了冯·诺依曼机器生态系统的概念，甚至可能是冯·诺依曼蜂巢实体。
在科幻作品中有猜测认为，狂暴者可能是由一种仇外的文明创建并发射的（参见葛瑞格·貝爾的《星之锤》小说，在下文“科幻中的自我复制机器”部分）。或者，它们也可能理论上从较为温和的探测器“突变”而来。例如，专门设计用于行星改造的冯·诺依曼飞船——采矿行星表面并调整其大气使其更适宜人类生活——可能会被解读为在改变行星环境的过程中攻击先前有生命的行星，杀死其生物，并通过自我复制派遣更多飞船“攻击”其他星球。

### 复制播种船
自我复制星舰概念的另一种变体是播种者飞船。这种星舰可能会储存来自母星的生命形式的遗传模式，甚至可能是创造母星的物种的遗传模式。一旦发现一颗宜居的系外行星，甚至是一颗可以进行地球化改造的行星，它就会尝试复制这些生命形式--要么从存储的胚胎中复制，要么从存储的信息中复制，利用分子納米技術，用当地的原材料制造出具有不同遗传信息的受精卵。
这种飞船可能是地形改造飞船，为以后其他飞船殖民殖民地世界做准备，或者--如果它们被编程为重新创造、抚养和教育创造它的物种的个体--自我复制殖民者本身。播种者飞船将是世代飞船的合适替代品，作为殖民太遥远的世界的一种方式。